# Software-Wydawnictwo
Software-Wydawnictwo est une maison d'édition dans le domaine informatique. Elle propose des magazines en différentes versions linguistiques : en français en anglais, espagnol, italien, allemand, en polonais, et en tchèque. 

## hakin9 – Comment se défendre
hakin9 – Comment se défendre est un magazine portant sur la sécurisation des systèmes d’information. hakin9 – Comment se défendre est publié en sept versions linguistiques (française, allemands, anglaise, et polonaise) et distribué dans quinze pays : France, Canada, États-Unis, Allemagne, Argentine, Belgique, Mexique, Espagne, Portugal, Grande-Bretagne, Italie, Pologne, République tchèque et Slovaquie.
hakin9.org est le média complémentaire du magazine. 

## Linux+DVD
Linux+ DVD est un titre mensuel. Chaque numéro contient deux DVD avec des distributions nouvellement parues et des logiciels commerciaux. Le magazine est publié dans 12 pays et son tirage global s’élève à 45 000 exemplaires.
Ce magazine est destiné à présenter les nouveautés du monde de Linux, entre autres du noyau de Linux, Debian, Mandriva, Ubuntu, Gentoo, Fedora et openSUSE. Dans chaque numéro se trouvent également des informations concernant l’usage typique de Linux : sécurité, multimédia, outils scientifiques, divertissement, programmation ou courrier électronique.

## PHP Solutions
PHP Solutions était un magazine bimestriel consacré entièrement au langage PHP, publié en Europe (France, Belgique, Allemagne et en Pologne, au Canada et au Maroc. Les versions de démonstration ou les versions complètes de logiciels pouvaient se trouver sur le CD qui était offert. Il était réalisé en collaboration avec les entreprises.
PHP Solutions n'est plus édité.

## .psd Magazine
.psd Magazine est un magazine consacré entièrement à Adobe Photoshop. Il est publié en 5 versions nationales : allemande, française, américaine, espagnol et polonaise. Il est disponible en dix pays : Pologne, France, Belgique, Canada, Suisse, Luxembourg, Allemagne, Autriche, Espagne et USA. Ce magazine présente pas à pas comment utiliser les possibilités d’Adobe Photoshop. Les tutoriels sont documentés par les vidéos qui aident à comprendre le sujet.